# Берёза новоаляскская
Берёза новоаляскская (лат. Betula neoalaskana) — вид растений рода Берёза (Betula) семейства Берёзовые (Betulaceae).
В природе ареал вида охватывает северо-западные районы Северной Америки — от Саскачевана до Юкона и Аляски.

## Ботаническое описание
Дерево высотой до 26 м. Кора от почти белого до коричневого цвета, большей частью свободно расслаивается на тонкие листочки. Молодые веточки густо покрыты смолистыми желёзками.
Листья треугольно-яйцевидные или треугольные, длиной 4—8 см и почти такой же ширины, с длинно оттянутым остриём и усечённым основанием, грубо-остропильчатые, сверху тускло-зелёные, снизу более бледные, в молодости чаще волосистые, на тонких черешках длиной 1,5—3 см.
Пестичные серёжки длиной 3—3,5 см, диаметром 8—12 мм. Прицветные чешуйки голые или, реже, слегка опушённые; средняя лопасть узко-остро-трёхгранная; боковые лопасти вытянутые, шире средней.
Орешек маленький, овальный; крылья шире орешка.

## Таксономия
Вид Берёза новоаляскская входит в род Берёза (Betula) подсемейства Берёзовые (Betuloideae) семейства Берёзовые (Betulaceae) порядка Букоцветные (Fagales).
|  |                                      |  |                                                             |                                                             |                     |  | ещё 7 семейств (согласно Системе APG II) | ещё 7 семейств (согласно Системе APG II)                   |                                                            |  |  |  | ещё 1—2 рода        | ещё 1—2 рода             |  |  |
|  |                                      |  |                                                             |                                                             |                     |  | ещё 7 семейств (согласно Системе APG II) | ещё 7 семейств (согласно Системе APG II)                   |                                                            |  |  |  | ещё 1—2 рода        | ещё 1—2 рода             |  |  |
|  |                                      |  |                                                             | порядок Букоцветные                                         |                     |  |                                          |                                                            | подсемейство Берёзовые                                     |  |  |  |                     | вид Берёза новоаляскская |  |  |
|  |                                      |  |                                                             | порядок Букоцветные                                         |                     |  |                                          |                                                            | подсемейство Берёзовые                                     |  |  |  |                     | вид Берёза новоаляскская |  |  |
|  | отдел Цветковые, или Покрытосеменные |  |                                                             |                                                             | семейство Берёзовые |  |                                          |                                                            | род Берёза                                                 |  |  |  |                     |                          |  |  |
|  | отдел Цветковые, или Покрытосеменные |  |                                                             |                                                             |                     |  |                                          |                                                            |                                                            |  |  |  |                     |                          |  |  |
|  |                                      |  | ещё 44 порядка цветковых растений (согласно Системе APG II) | ещё 44 порядка цветковых растений (согласно Системе APG II) |                     |  |                                          | ещё одно подсемейство, Лещиновые (согласно Системе APG II) | ещё одно подсемейство, Лещиновые (согласно Системе APG II) |  |  |  | ещё более 110 видов |                          |  |  |
|  |                                      |  |                                                             | ещё 44 порядка цветковых растений (согласно Системе APG II) |                     |  |                                          |                                                            | ещё одно подсемейство, Лещиновые (согласно Системе APG II) |  |  |  |                     |                          |  |  |